# Sínode de Dort
El Sínode de Dort o Sínode de Dordrecht és un sínode nacional de l'Església Reformada Holandesa que es va celebrar a Dordrecht el 1618/ 1619, amb l'objectiu de regular una seriosa controvèrsia de les esglésies holandeses iniciada per l'ascens de l'arminianisme.
El nom «Dort» era un nom usat en aquest temps en anglès per a la ciutat holandesa de Dordrecht. La primera reunió del sínode va ser el 13 de novembre de 1618 i l'última, la 154a va ser el 9 de maig de 1619. Van ser també invitats representants, amb dret de vot, de vuit països estrangers.

## Objectiu
L'objectiu del sínode era resoldre una querella teològica que s'havia ocasionat després de l'aparició de l'arminianisme.
Després de la mort de Jacobus Arminius, els seus partidaris van plantejar objeccions a la Confessió Belga i a l'ensenyament de Joan Calví, de Théodore de Bèze i els seus deixebles. Aquestes objeccions van ser publicats en un document nomenat la Remonstrance de 1610: per la qual cosa, els partidaris de l'arminianisme també eren coneguts com els remonstrants. Els seus oponents calvinistes, dirigits pel professor Franciscus Gomarus de la Universitat de Leiden, van ser, alhora, nomenats contra-remonstrants.
En la Remonstrance i en alguns escrits posteriors, els arminians van fer conèixer una alternativa a la doctrina calvinista com es formula en la Confessió de Bèlgica: les seves diferències es van centrar en cinc punts: l'elecció sobre la base de la fe prevista; el perdó universal; la depravació parcial humana; la immunitat de la gràcia i la possibilitat d'una recaiguda malgrat la gràcia. Simon Episcopius va ser el portaveu dels tretze representants dels remonstrans convocats al sínode.
El sínode va decidir el rebuig de les idees arminianes. Aquestes doctrines, descrites al document final, anomenat «Cànons de Dort», són també conegudes com els «Cinc punts del Calvinisme». Després d'aquest sínode Johan van Oldenbarnevelt i d'altres dirigents principals de l'arminianisme van ser executats, mentre que molts d'altres, entre els quals es trobaven Hugo Grotius i Simon Episcopius, van haver d'exiliar-se.